# Juan Bautista Maíno
Juan Bautista Maíno ou Mayno, né à Pastrana (Nouvelle-Castille), baptisé le 15 octobre 1581, et mort à Madrid le 1er avril 1649, est un peintre espagnol de la période baroque. Il commença élève de El Greco et finit maître de Diego Vélasquez, éleva son art aussi haut que le firent les deux sommets qui encadrent sa carrière. Ses contemporains du Siècle d'or espagnol, Lope de Vega et Pacheco de Narváez, l'ont placé au pinacle comme peintre et aux marches du ciel comme homme.

## Biographie

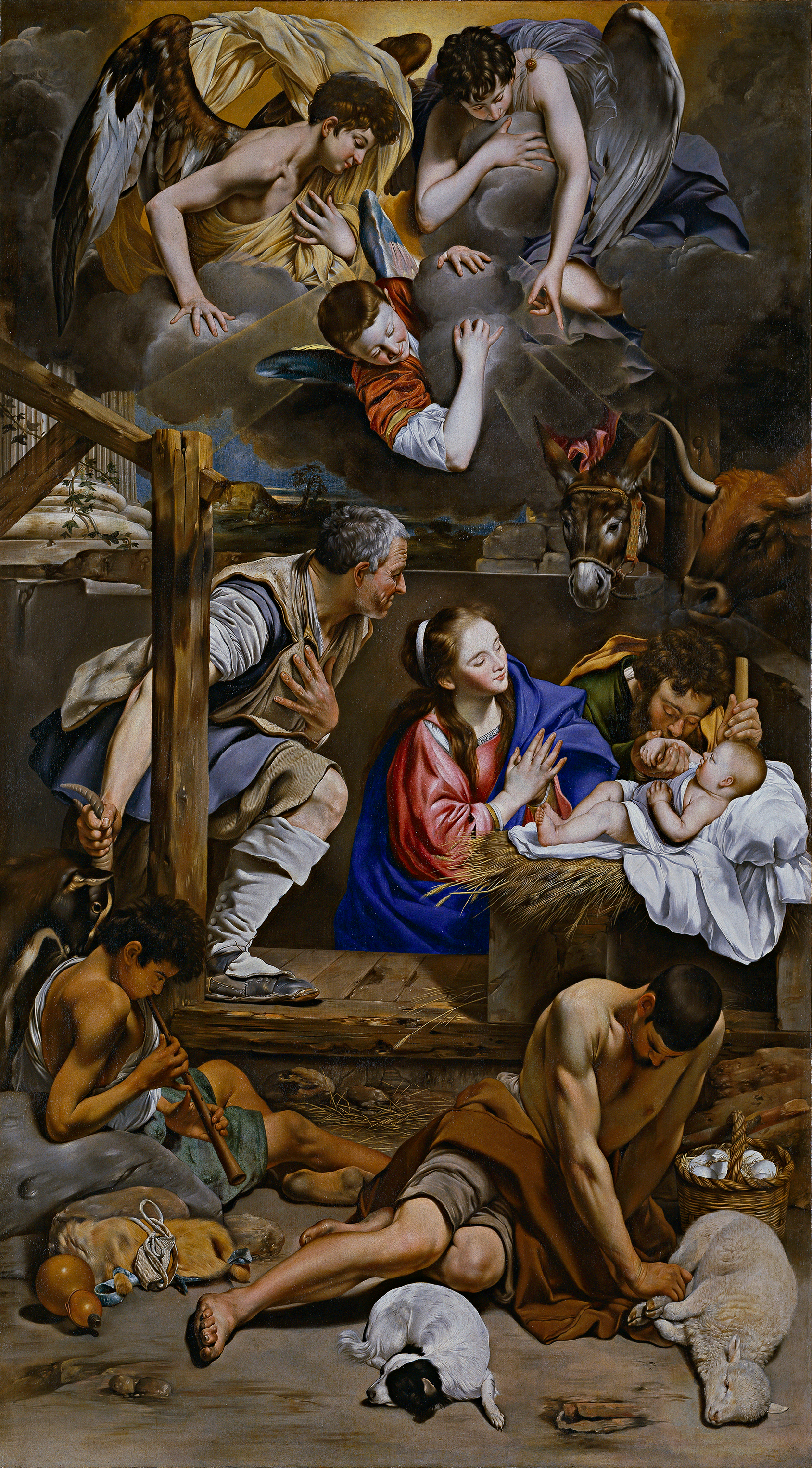
L'Adoration des Bergers (1611-1613, Huile sur toile,, musée du Prado, Madrid).

Juan Bautista Maíno naît en 1581 dans la ville de Pastrana, dans la province de Guadalajara. Il est le fils d'un marchand de drap milanais et d'une Portugaise de famille noble, Ana de Figueredo ; pendant son enfance, ils étaient tous deux au service de la duchesse de Pastrana. Certains critiques pensent que Maíno a étudié la peinture auprès du Greco, mais n'ont jamais pu citer de documents écrits appuyant cette hypothèse. Il est probable qu'il ait commencé sa formation en Italie où il séjourne autour des années 1600, d'abord en Lombardie où il est exposé aux œuvres de l'école bolonaise.
À 25 ans, le jeune peintre est à Rome. Il y découvre Caravage ainsi que son disciple d'Orazio Gentileschi, dont il sera un brillant héritier, et y fréquente Annibale Carrache ainsi que Guido Reni.
Les réalisations de ces années romaines ne nous sont pas connues mais, selon l'historienne de l'art Chiara Marin, les tableaux peints par Maíno à cette époque pourraient être ceux que l'on attribue généralement au Pensionnaire de Saraceni.
En 1608, il revient à Pastrana, où sa première œuvre (une Trinité destinée à orner l'autel latéral du monastère des Conceptionnistes franciscaines de l'endroit) dénote l'influence qu'ont exercée sur lui le classicisme de l'école de peinture de Bologne, le naturalisme du Caravage et le ténébrisme. En mars 1611, de retour à Tolède, sa superbe, son talent et son nouveau style rencontre un succès foudroyant. Et c'est précisément une commande prestigieuse qui va changer sa vie. Le prieur du couvent dominicain de Saint Pierre martyr lui commande le grand retable de la nouvelle église qui vient d'être édifiée ; le Retable des quatre Pâques : l'Incarnation, l'Épiphanie, la Résurrection et la Pentecôte (aujourd'hui au musée du Prado), qui est peut-être son œuvre la plus connue, en particulier pour les tableaux représentant l'adoration des Mages et l'adoration des Bergers.
Le 20 juin 1613, Maíno entre dans l'ordre dominicain, et vit dès lors au monastère de saint Pierre martyr. Son activité artistique se réduit, même si l'on peut sans doute dater de cette époque une autre Adoration des Bergers qui se trouve actuellement au musée de l'Ermitage. Il semble avoir eu une prédilection pour ce thème biblique, dont il a donné au moins une autre version, exposée au musée Meadows de Dallas.
En 1620, le roi Philippe III le fait venir à la Cour pour qu'il enseigne le dessin au futur Philippe IV. À Madrid, Maíno se lie avec le jeune Diego Velázquez, qu'il soutient dans les débuts de sa carrière de peintre : il le choisit dans un concours public portant sur le thème de l'expulsion des Morisques ; le tableau peint par Velázquez (détruit dans l'incendie de l'Alcázar de Madrid, en 1734) à cette occasion renforce sa position au sein de la cour madrilène. Selon Palomino, il aurait eu également pour disciple Juan Andres Ricci, avant l'entrée de celui-ci en 1627 au monastère bénédictin de Montserrat.
Maíno meurt en 1649 au couvent Saint-Thomas de Madrid. Le musée du Prado possède aujourd'hui une grande partie de ses tableaux, et lui a consacré une exposition en 2009-2010.

## Un peintre du Siècle d'or espagnol
Le frère dominicain Juan Bautista Maíno, auteur du tableau du Louvre Les Larmes de saint Pierre réalisé vers 1612, est relativement inconnu, demeuré dans l'ombre du grand maître qu'il contribua à former, Diego Vélasquez. Il fut pourtant un digne représentant du siècle d'or espagnol, contribuant à la pénétration dans la péninsule ibérique des formules alors radicalement nouvelles qu'avait développées Le Caravage à Rome, même s'il n'est pas insensible au classicisme des Carrache.

Et c'est bien le modèle caravagesque qu'il reprend dans les Larmes de saint Pierre, sans doute exécuté alors qu'il séjourne à Rome : fond neutre, cadrage photographique, clair-obscur et attention réaliste donnent à la figure de Pierre une remarquable présence. Le peintre est profondément chrétien, il entre même un an plus tard, en 1613, dans l'ordre dominicain.
Le thème choisi par l'artiste était alors prisé en Europe : Luigi Tansillo (1560) en Italie, François de Malherbe (1587) et Roland de Lassus (1594) en France avaient chanté quelques années auparavant le repentir de l'Apôtre dans des poèmes et un cycle de madrigaux dont la diffusion explique l'abondance de cette iconographie particulière.
Le Greco en Espagne et Guido Reni en Italie furent sans doute les premiers à représenter les larmes de saint Pierre, bientôt suivis par Maíno, Giovanni Lanfranco, Le Guerchin, Diego Vélasquez, José de Ribera, Francisco de Zurbarán, Pier Francesco Mola, Gaspard Rigaud, pour ne citer que les plus connus. Le choix de la composition de Maíno est sobre : les larmes de l'Apôtre ne sont pas immédiatement visible. Assis et les jambes croisées - comme le saint Matthieu de la première version de Saint Matthieu et l'ange du Caravage (disparu) -, le coq à ses côtés, il baisse la tête, les épaules courbées, en signe de repentance. Il contemple silencieusement et intérieurement sa faute. La lumière semble dévoiler peu à peu l'apôtre, comme s'il s'apprêtait à sortir de l'obscurité dans laquelle le péché l'a plongé.
Augustin d'Hippone a médité sur cet instant décisif de la vie de Pierre, sur l'absence de paroles qui caractérise ce repentir, et sur cette confession muette :
« Les larmes effacent la faute que la honte empêche d'avouer. Pleurer, c'est donc, tout à la fois, venir en aide à la honte et obtenir indulgence : par là on ne rougit pas à demander son pardon, et on l'obtient en le sollicitant. »

## Œuvres

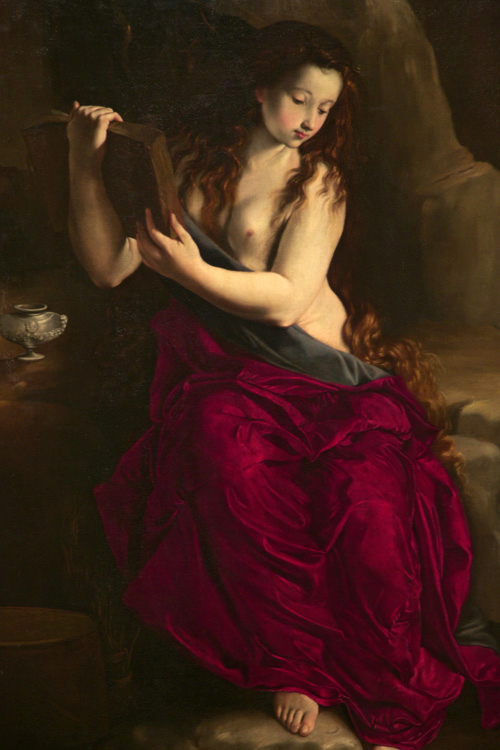
Madeleine pénitente (1615, collection particulière, Genève).

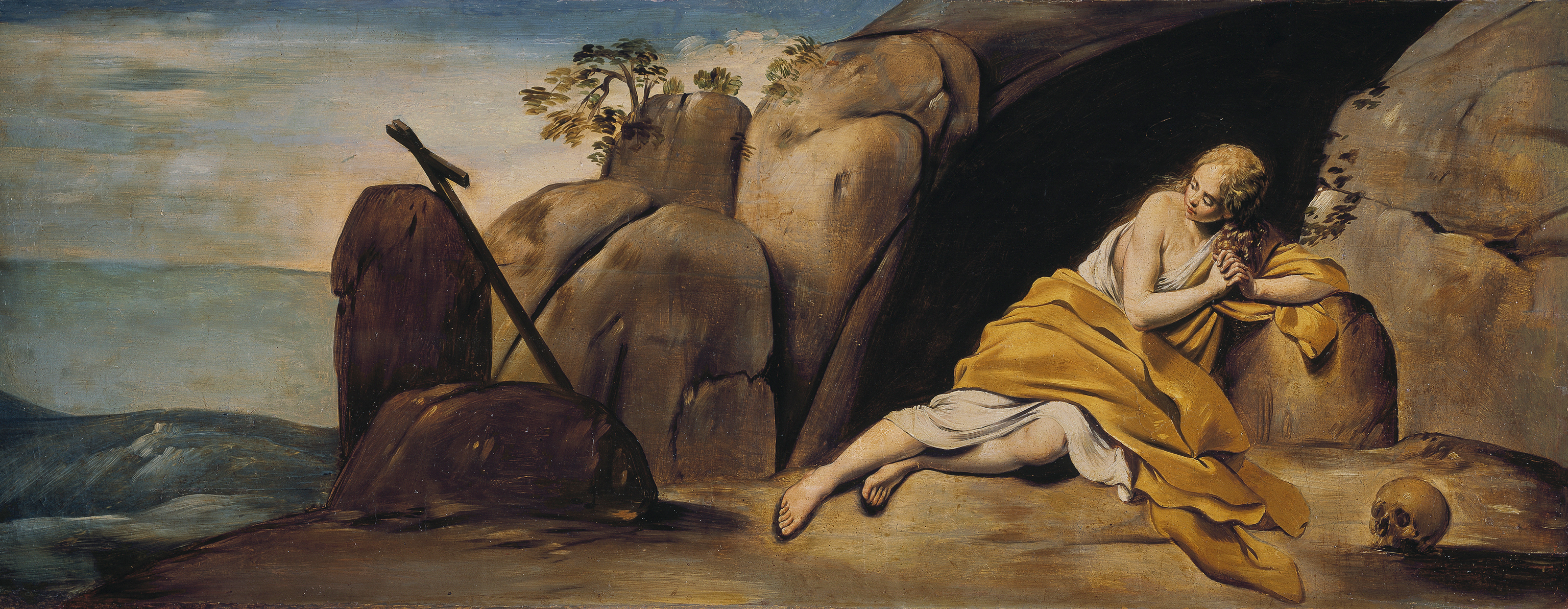
La Magdalena pénitente en la grotte de la Sainte-Baume, 1612-1614, huile sur panneau, Musée du Prado.

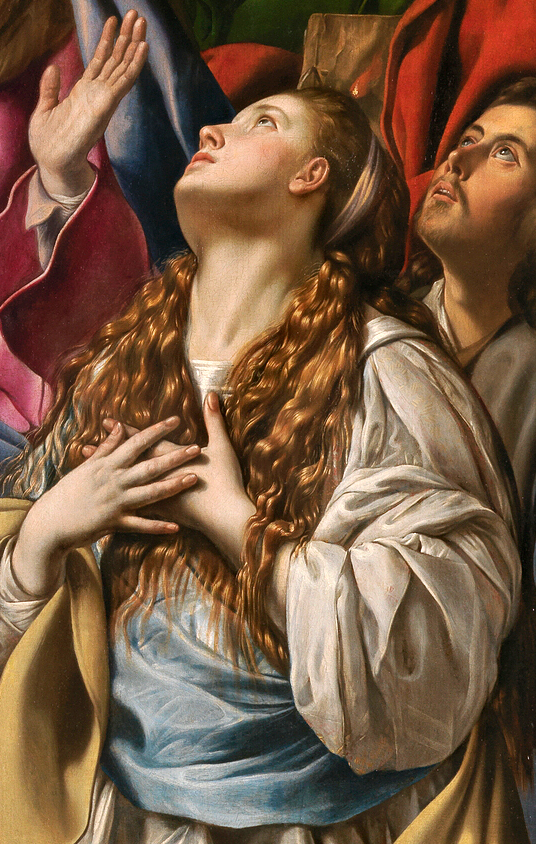
Détail de Marie-Madeleine, (La Pentecôte) - Musée du Prado.

- Saint Jean Baptiste (1608-1610, Kunstmuseum, Bâle), autrefois attribué au Caravage
- La conversion de saint Paul (vers 1610, collection particulière, Madrid)
- La conversion de saint Paul (vers 1614, MNAC, Barcelone)[6]
- Le repentir de saint Pierre (avant 1612, collection particulière, Madrid)
- Les Larmes de saint Pierre (avant 1612, musée du Louvre, Paris)[7]
- Paysage avec saint Jean Baptiste (1612 - 1614, musée du Prado, Madrid)[8]
- Paysage avec Marie Madeleine pénitente (avant 1613, collection particulière, Madrid)
- Fresques de la chapelle majeure du monastère de saint Pierre Martyr (1611-1613, Tolède)
- Retable de la chapelle majeure du monastère de saint Pierre martyr de Tolède (1612-1614, musée du Prado, Madrid) :
  - L'Adoration des Bergers[9]
  - L'Adoration des Mages[10]
  - La Résurrection du Christ[11]
  - La Pentecôte
  - Saint Jean Baptiste au désert
  - Saint Jean l'Évangéliste à Patmos[12]
  - Madeleine pénitente à la grotte de la Sainte-Baume[13]
  - Saint Antoine abbé dans un paysage[14]
  - Saint Dominique de Guzmán[15]
  - Sainte Catherine de Sienne[16]
- Retable de l'Annonciation (musée du Prado) :
  - La Trinité (1612-1620)
  - L'Annonciation (1610)
- La Résurrection du Christ (Gemäldegalerie Alte Meister, Dresde)
- La Crucifixion (collection particulière, Saragosse)
- L'Imposition de la chasuble à saint Ildefonse[17] (propriétaire inconnu)
- La Vierge de Bethléem (propriétaire inconnu)
- L'Adoration des Bergers (collection particulière)
- Madeleine pénitente (1615, collection particulière, Genève)
- La Pentecôte (1615-1620, musée du Prado, Madrid)[18]
- Portrait d'homme (1618-1623, musée du Prado, Madrid)[19]
- Fresques de la crypte du monastère de saint Pierre martyr (1620-1624, Tolède)
- Saint Hyacinthe (1620-1624, Tolède)
- Portrait de Philippe IV (1623-1625, Bayerisches Nationalmuseum, Munich), miniature, attribution douteuse
- Portrait d'homme (1625, Bayerisches Nationalmuseum, Munich), miniature, attribution douteuse
- Saint Agabos (The Bowes Museum, comté de Durham)
- L'Adoration des Bergers (musée de l'Ermitage, Saint-Pétersbourg)
- L'Adoration des Bergers (Meadows Museum, Dallas)
- Portrait de l'archevêque José de Melo (Cabildo Catedralicio, Evora), attribution douteuse
- Saint Dominique à Soriano (av. 1629, musée du Prado, Madrid)[20]
- Saint Dominique à Soriano (1629, musée de l'Ermitage, Saint-Pétersbourg)
- Retable des Miranda (vers 1629, collégiale de Pastrana)
  - Don Juan Miranda avec saint François d'Assise
  - Doña Ana Hernández avec saint Jean Baptiste
- Reprise de Bahía de Todos los Santos (1634 - 1635, musée du Prado, Madrid)[21]
- Portrait d'un moine dominicain (1635-1640, Ashmolean Museum, Oxford)
- Fray Alonso de Santo Tomás, (1648-1649, MNAC, Barcelone)

## Galerie

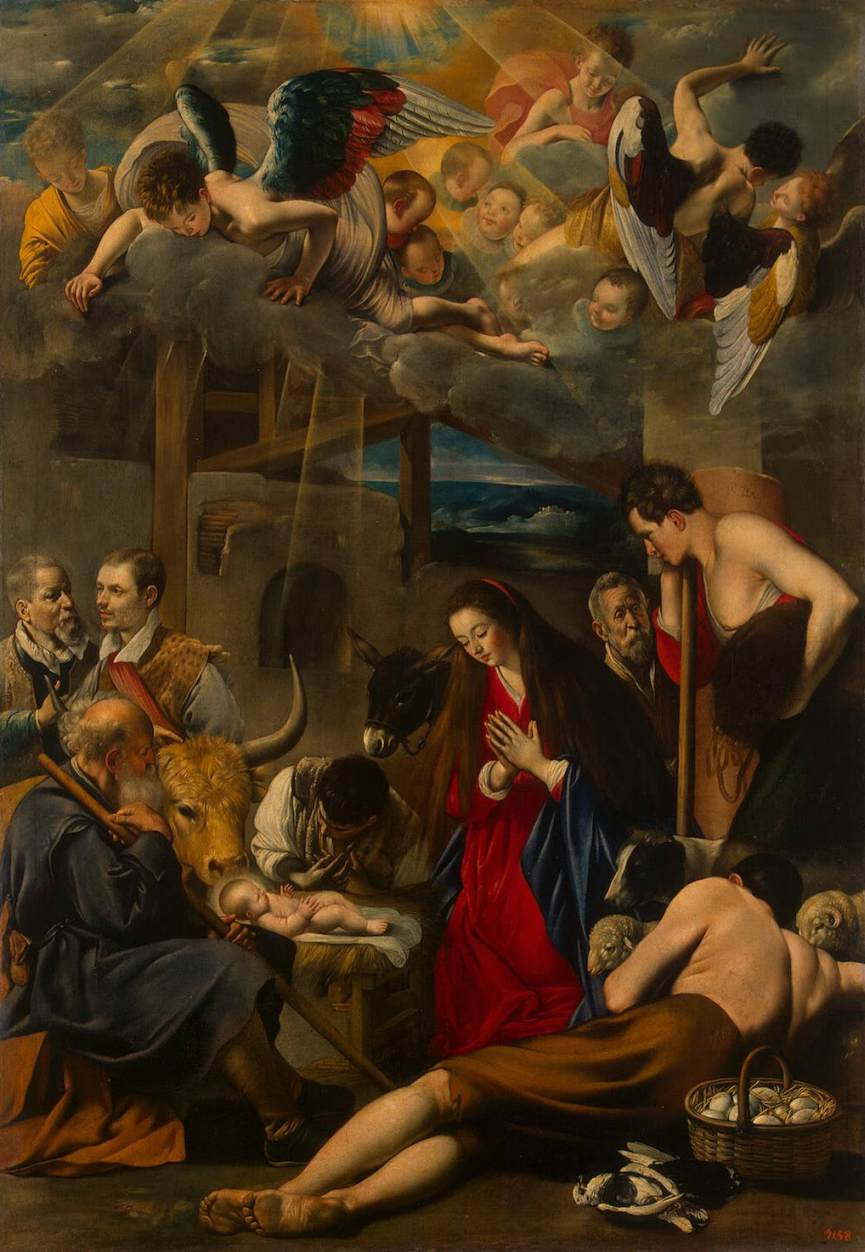
L'Adoration des bergers (vers 1613), huile sur toile, 144 × 101 cm, Musée de l'Ermitage.
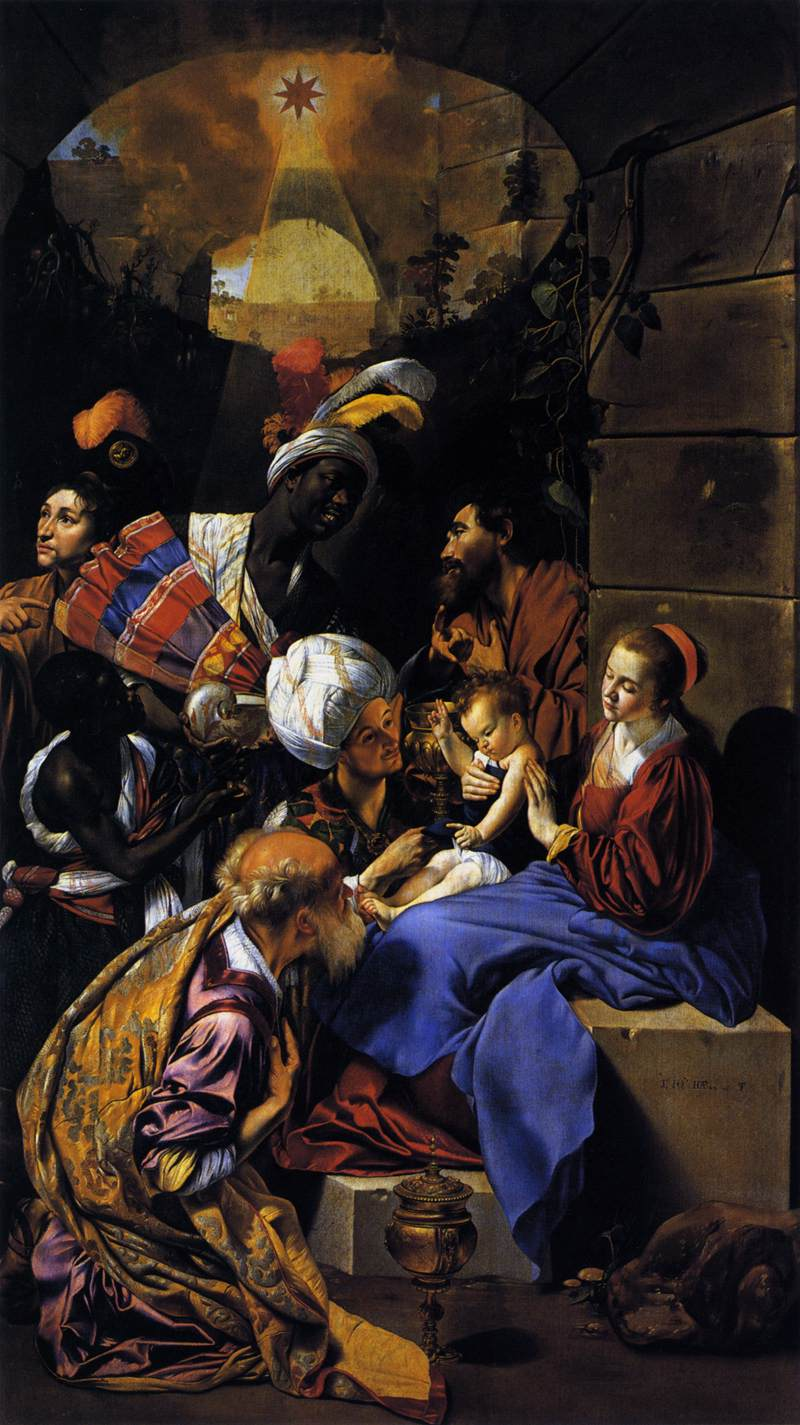
L'Adoration des mages (1612), huile sur toile, 315 × 174 cm, Musée du Prado.
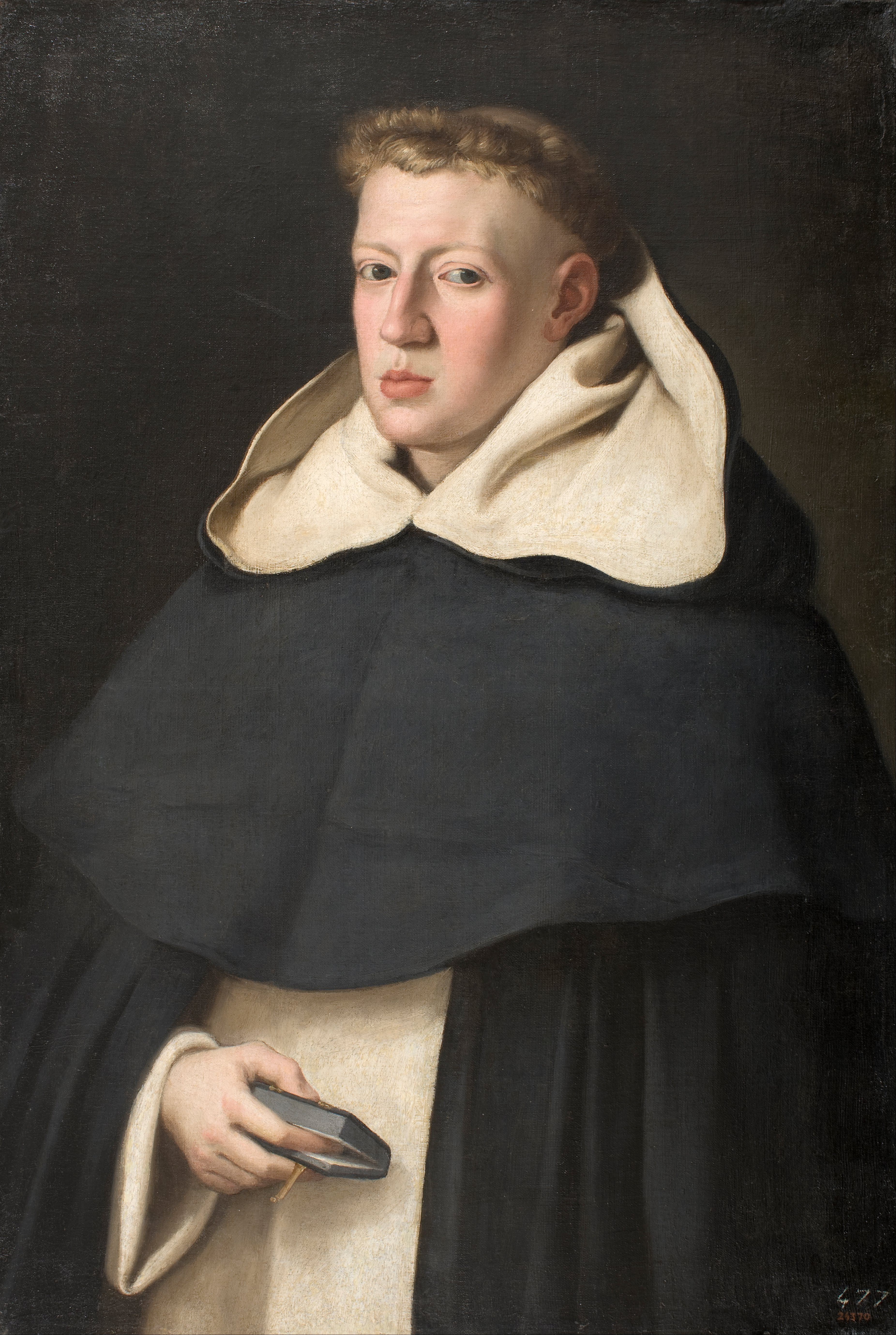
Frère Alonso de Santo Tomás (1648-1649), huile sur toile, 90,5 × 61,5 cm, Musée national d'art de Catalogne.
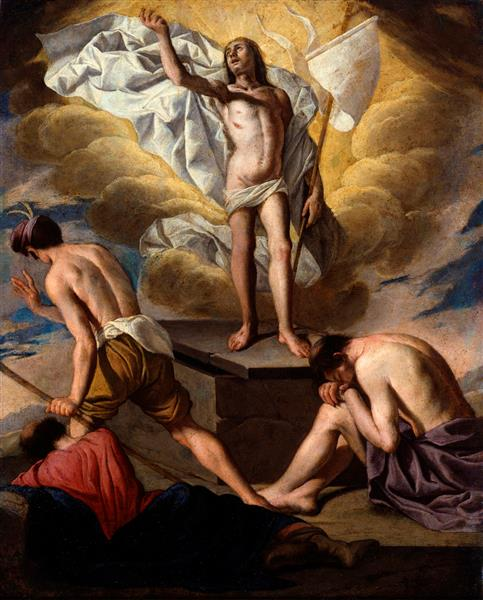
Résurrection du Christ (1610-1615), huile sur cuivre, 34,5 × 28 cm, Gemäldegalerie Alte Meister.
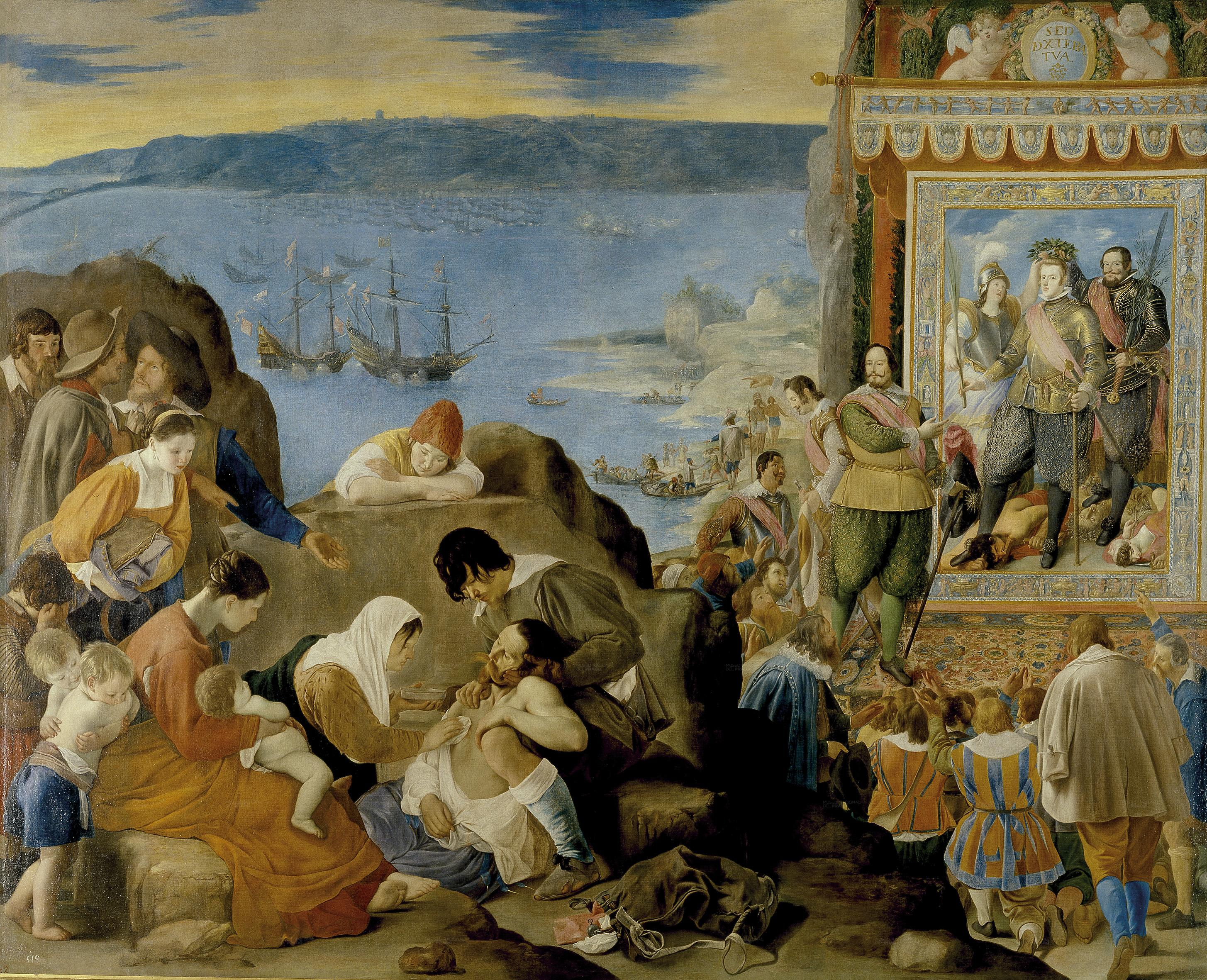
Reprise de Bahia de Todos los Santos (1635), huile sur toile, Musée du Prado.
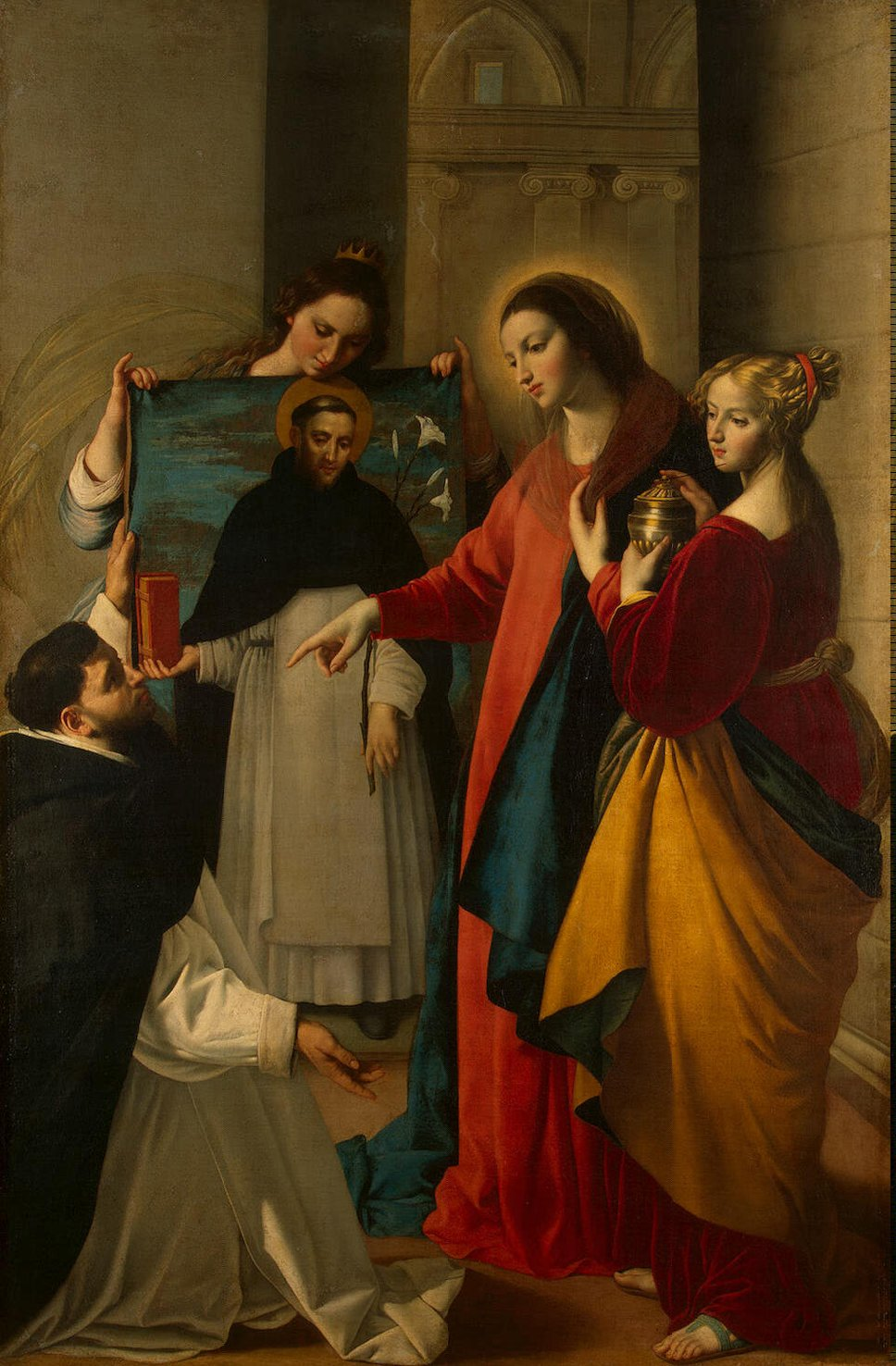
Saint Dominique à Soriano (1629), huile sur toile, 203,5 × 134 cm, Musée de l'Ermitage.
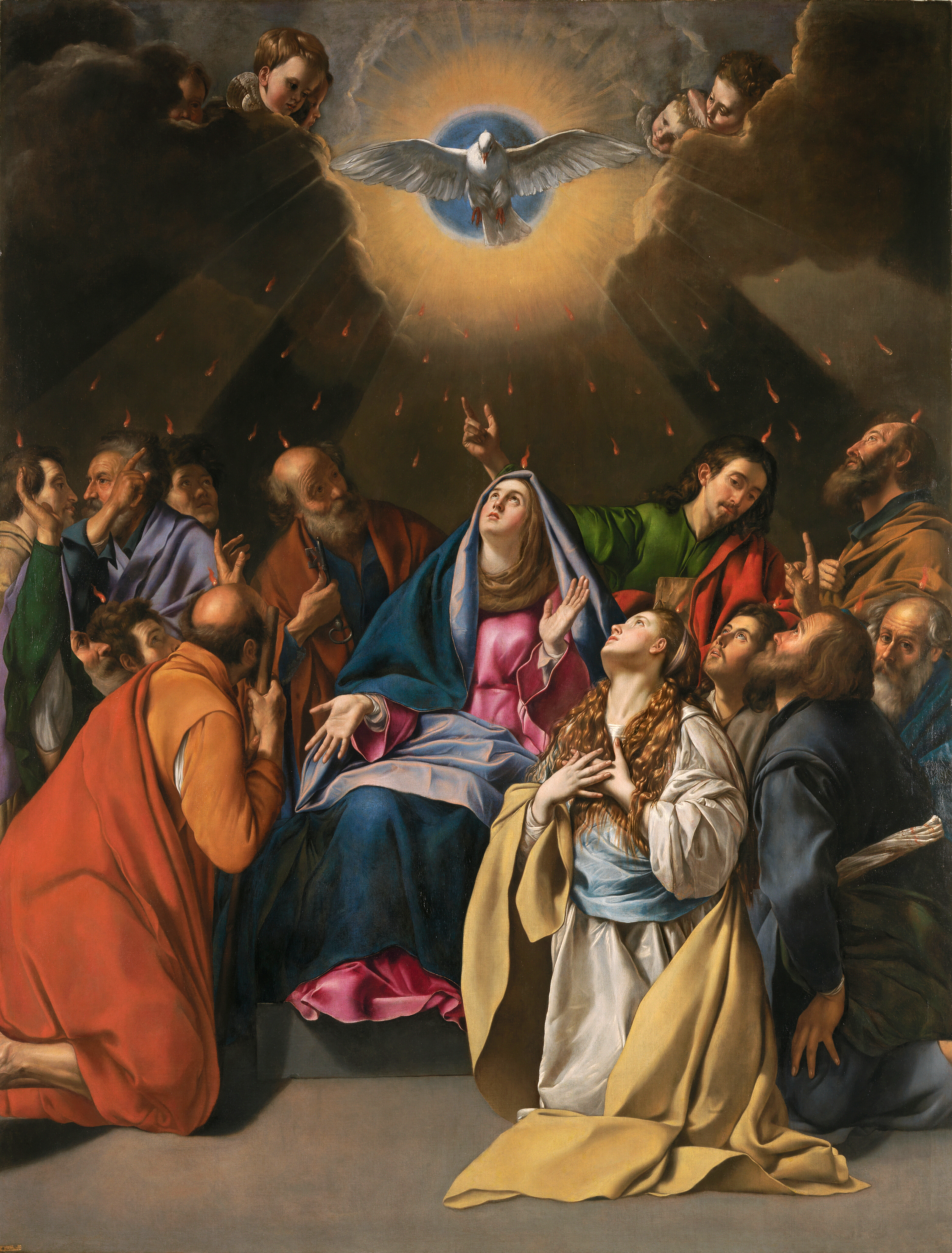
Pentecôte (1615-1620), huile sur toile, 324 × 246 cm, Musée du Prado.
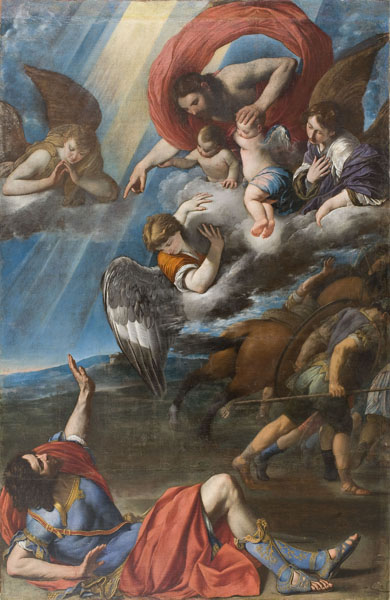
La conversion de St Paul (1614), huile sur toile, 243 × 157 cm, Musée national d'art de Catalogne.
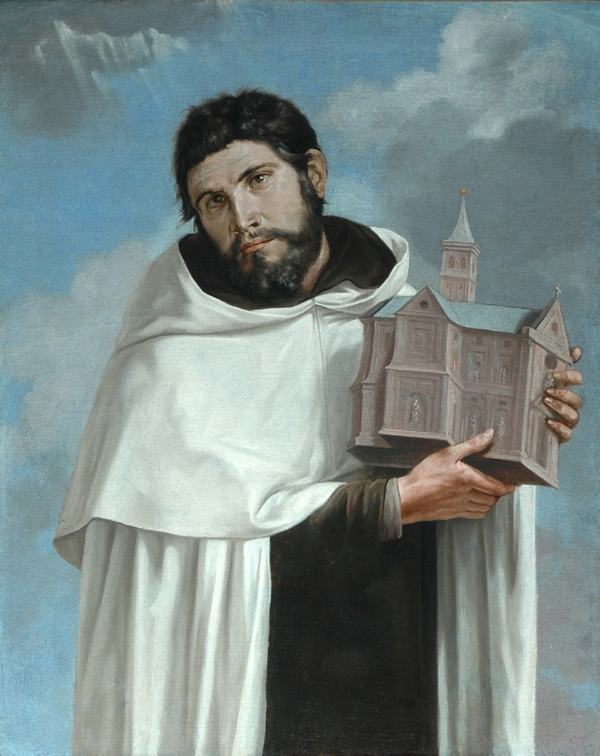
San Agabo en habit du Carmel  (XVIIe siècle), huile sur toile, 110,5 × 90,2 cm, Bowes Museum.
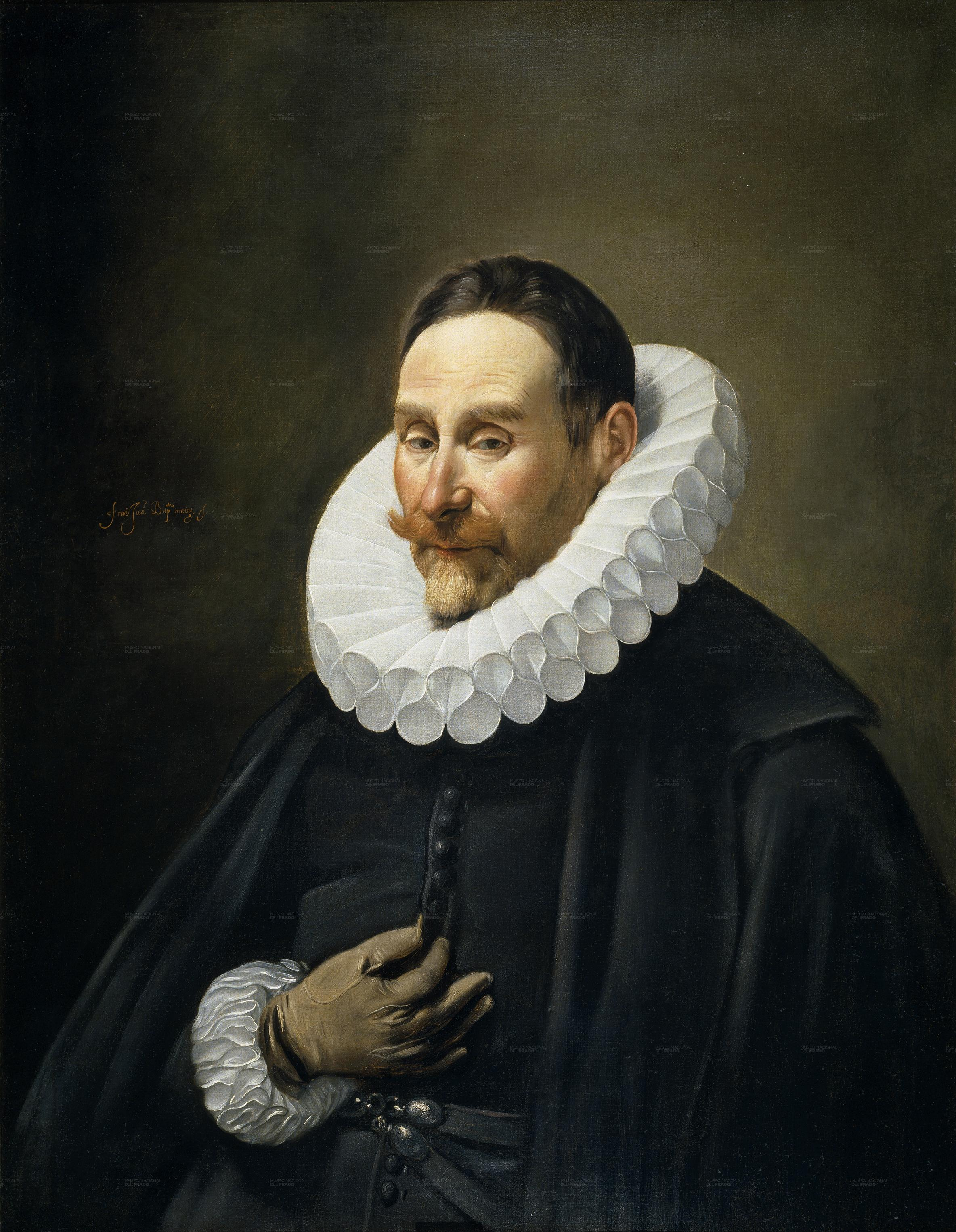
Portrait d'un gentilhomme  (1618-1623), huile sur toile, 96 × 76 cm, Musée du Prado.
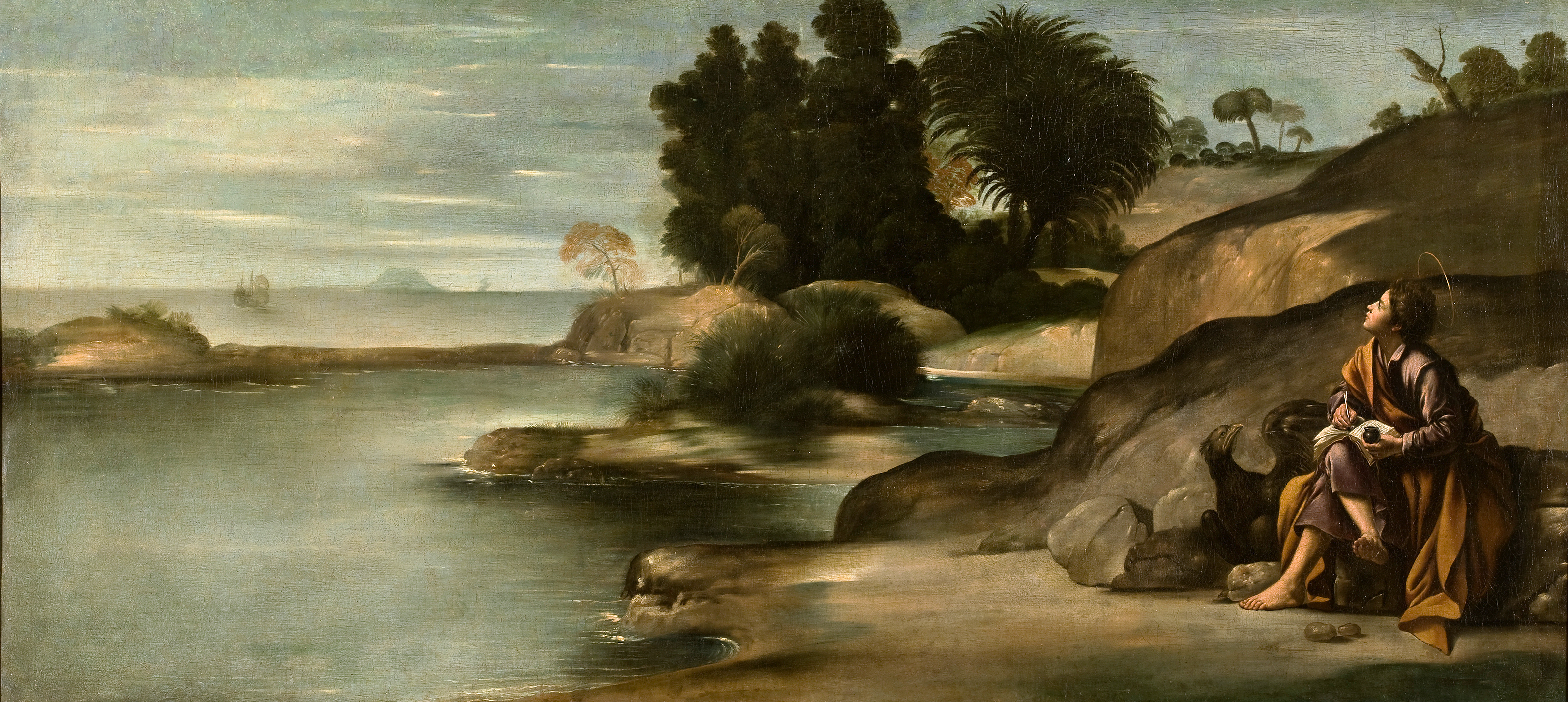
Paysage avec saint Jean l'Evangéliste, (1612-1614), huile sur toile, 74 × 163 cm, Musée du Prado.
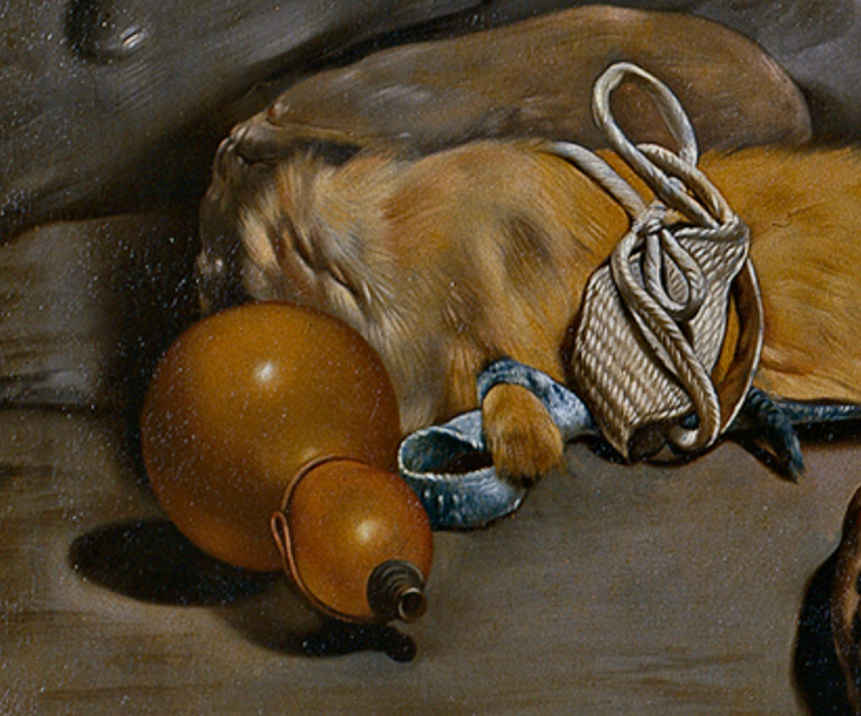
Gourde d'eau, pot de citrouille ou de cruche de berger. Détail dans L'Adoration des bergers, (1611-1613), Musée du Prado.